# Gustaf Lagerheim
Nils Gustaf Lagerheim, född 18 oktober 1860 i Stockholm, död 2 januari 1926 i Djursholm, var en svensk botaniker, känd som grundare av den pollenanalys som Lennart von Post utvecklade.

## Biografi
Gustaf Lagerheims far var departementschefen Nils Olof Lagerheim, i sin tur son till justitierådet Olof Johan Lagerheim, som adlats på sin farbrors namn och nummer år 1805. Han var ättling till Sveriges förste bryolog, Olof Celsius den äldre, och därmed släkt med Anders Celsius. Modern var Emma Gustafva Landergren. Både fadern och farfadern var amatörbotanister, och Gustaf Lagerheims lärare Knut Fredrik Thedenius var florist, och han började studera botanik redan under skoltiden. Han visade sig tidigt ha begåvning för mikroskopering. Han studerade botanik och astronomi vid Uppsala universitet där han under Kjellman leddes in på kryptogamers mikrobiologi, och vid Stockholms högskola, innan han begav sig till Tyskland för att där bli Robert Kochs elev i Berlin, och sedan vistas vid universitetet i Freiburg im Breisgau och Montpellier. 
År 1889 blev han konservator i Lissabon och senare samma år professor i kryptogami i Quito, Ecuador, samt chef för den botaniska trädgården där. År 1892 lämnade han Ecuador, sjuk av malaria och driven av landets politiska instabilitet, för en tjänst som konservator i Norge. Han blev hedersdoktor i botanik vid Uppsala universitet 1893. År 1895 återkom han till Sverige och Stockholm för att tjänstgöra som professor i botanik vid högskolan där. Han innehade ämbetet till 1925, då han drog sig tillbaka med ålderns rätt. År 1909 uppfördes ett takväxthus med exotiska växter i den nyinflyttade Botaniska institutionen på Drottninggatan, som han planerat. Åren 1915–1919 var han ordförande i Botaniska sällskapet i Stockholm. Han avlade aldrig någon akademisk examen.
Det var främst kryptogamin, mykologin och algologin som Lagerheim ägnade sig åt, och var särskilt framstående inom sötvattensalger men även  parasitsvampar. Hans skrifter handlar om förfalskningar av näringsmedel som florerade i handeln, taxonomi, disciplinens teknik med mera. Hans främsta insats var pollenanalysen, en metod som han skapade, och som förfinades av Lennart von Post. Detta skedde genom att han fann att pollenkorn som finns i torv kan ge upplysning om växtlighet och vissa betingelser den tid då torven bildats, om vilket han skrev 1902, "Metoder för pollenundersökning" i Botaniska notiser. Detta har även varit betydelsefullt för arkeologin.
Till Gustaf Lagerheims ära har flera kryptogamer uppkallats, och han var ledamot av flera lärda sällskap, som till exempel Vetenskapsakademien (1909). Han blev känd för den breda publiken genom sin medverkan i Nordisk Familjebok; under signaturen G. L–m har han medverkat till fler än 1000 artiklar. Vidare fick han i uppdrag att analysera Emanuel Swedenborgs kvarlevor och heliga Birgittas kista.
Han gifte sig 1890 i Panama med Céline Julie Berthe Devéria (1862–1942) från Essex, England. De var föräldrar till Margit Lagerheim-Romare.
Auktorsnamnet Lagerh. kan användas för Gustaf Lagerheim i samband med ett vetenskapligt namn inom botaniken; se Wikipediaartiklar som länkar till auktorsnamnet.